# Вплив судноплавства на навколишнє середовище

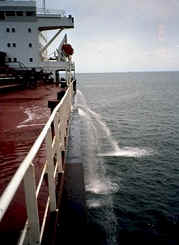
Вантажне судно, що скидає баластну воду в море

Вплив судноплавства на навколишнє середовище — сукупність чинників, які впливають на забруднення повітря, води, акустичне та нафтове забруднення під час судноплавства.

## Вплив на навколишнє середовище
Кораблі відповідають за понад 18 відсотків забруднювачів повітря.
На навколишнє середовище негативно впливають і викиди пару під час судноплавства. Міжнародна морська організація (ІМО) підрахувала, що викиди вуглекислого газу від судноплавства дорівнюють 2,2 % від загальносвітових викидів, спричинених людиною, у 2012 році , вони зростуть на 50-250 відсотків до 2050 року, якщо не вжити заходів.
Вантажний транспорт судном має низький рівень забруднювачів повітря, оскільки за однакової ваги та відстані це найефективніший спосіб транспортування, на думку дослідника судноплавства Еліс Боуз-Ларкін . Це особливо вірно у порівнянні з авіаперевезеннями вантажів. Але морські вантажоперевезення набагато більше містять щорічних тоннажів, а відстані часто великі, тому викиди від судноплавства є глобально значними. Складність полягає в тому, що зростаюча кількість судноплавства пригнічує збільшення ефективності. Зростання морських відвантажень у тонн-кілометрах складав у середньому 4 % щороку з 1990-х років. І з 1970-х років він зріс у 5 разів. Зараз у морі понад 100 000 транспортних суден, з них близько 6 000 — великі контейнерні судна.
Той факт, що судноплавство користується значними податковими пільгами, сприяло зростанню викидів.

## Баластна вода
Скидання баластної води на суднах негативно позначається на морському середовищі .
Круїзні судна, великі танкери та вантажоперевезення насипних вантажів використовують величезну кількість баластної води, яка часто береться в прибережних водах одного регіону після скидання стічних вод або вивантаження вантажу та скидання в наступному порту, де більше вантажів завантажується. Скидання баластної води містить різноманітні біологічні матеріали, включаючи рослини, тварин, віруси та бактерії. Ці матеріали включають немісцеві, інвазивні, екзотичні види, які можуть завдати значних екологічних та економічних збитків водним екосистемам.

## Звукове забруднення
За останні роки збільшилось шумове забруднення, спричинене судноплавством. Шум, який створюють кораблі, може шкодити морським видам, які орієнтуються на звук для орієнтації, спілкування та харчування, і можуть постраждати від цього звукового забруднення.
Конвенція про охорону мігруючих видів визначила океанський шум потенційною загрозою для морського життя. Порушення здатності китів спілкуватися один з одним є надзвичайною загрозою і впливає на їх здатність виживати. Кити починають реагувати на це способами, що загрожують життю. Кеннет К. Балкомб, дослідник китів і колишній офіцер ВМС США заявляє, що він та його екіпаж виявили китів, які небезпечно плавали близько до берега. Вони повинні бути в глибокій воді. . Хоча ехолот допомагає захистити нас, він знищує морське життя. За словами директора Програми порятунку тварин IFAW Кеті Мур, "Існують різні способи впливу звуків на тварин. Існує той основний рівень навколишнього шуму, який зростає, зростає і зростає, що заважає спілкуванню та їхнім рухам. А ще є більш гострий травматичний вплив звуку, який спричиняє фізичну шкоду або справді сильну поведінкову реакцію. ".

## Зіткнення дикої природи

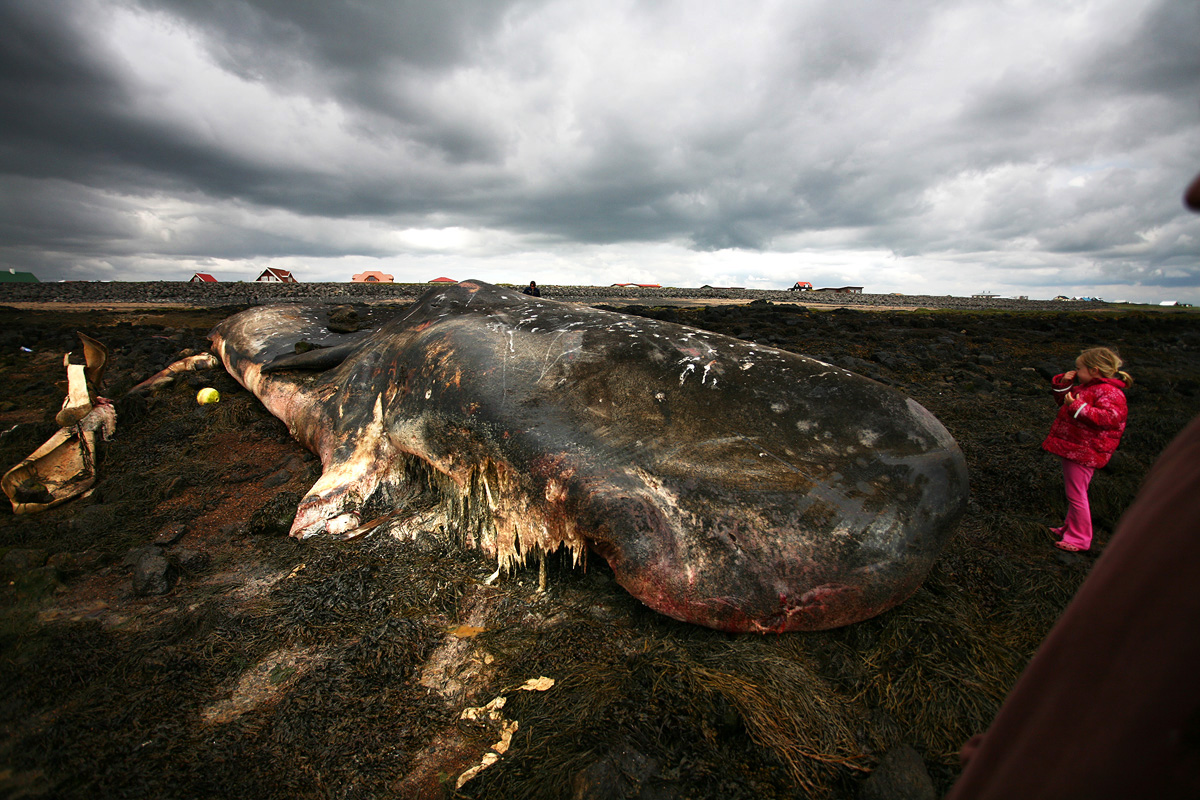
Туша кита на березі в Ісландії

Морські ссавці, такі як кити, ризикують бути ураженими кораблями, що спричиняють травми та смерть. Наприклад, зіткнення з кораблем, що рухається лише 15 вузлами, має 79 % шансів стати смертельним для кита.
Одним з яскравих прикладів наслідків зіткнень кораблів є зникаючий північноатлантичний кит, якого залишилося 400 осіб або менше. Найбільшою небезпекою для північноатлантичного кита є травми, спричинені ударами корабля. У період з 1970 по 1999 р. 35,5 % зафіксованих смертей пояснювали зіткненнями. З 1999 по 2003 рік випадки смертності та серйозних травм, спричинені кораблми, становили в середньому один раз на рік. З 2004 по 2006 рік ця кількість зросла до 2,6. Смерть від зіткнень стала загрозою зникнення. Національна служба морського рибальства США (NMFS) та Національна адміністрація океану та атмосфери (NOAA) запровадили обмеження швидкості руху суден, щоб зменшити зіткнення суден з північноатлантичними китами в 2008 році, термін дії якого закінчився в 2013 році Однак у 2017 році сталася безпрецедентна подія смертності, яка призвела до загибелі 17 північноатлантичних китів, спричинених, головним чином, ударами кораблів та заплутуванням у риболовному спорядження.

## Забруднення атмосфери
Вихлопні гази кораблів вважаються значним джерелом забруднення повітря як для звичайних забруднювачів, так і для парникових газів.

### Звичайні забруднювачі
Забруднення повітря з кораблів генерується дизельними двигунами, які спалюють мазут із високим вмістом сірки, також відомий як нафта-бункер, виробляючи діоксид сірки, оксид азоту та тверді частинки, крім оксиду вуглецю, діоксиду вуглецю та вуглеводнів, що призводить до утворення реакції аерзолів та вторинних хімічних речовин, включаючи утворення HCHO, озону тощо в атмосфері. EPE класифікував вихлопні труби дизеля як імовірний канцероген для людини. EPA визнає, що викиди від суднових дизельних двигунів сприяють недотриманню озону та окису вуглецю (тобто невідповідності стандартам якості повітря), а також шкідливим наслідкам для здоров'я, пов'язаним із концентрацією твердих частинок та видимістю навколишнього середовища, серпанком, відкладенням кислоти та евтрофікацією і нітрифікація води. За оцінками EPA, великі морські дизельні двигуни становили близько 1,6 відсотка викидів оксидів азоту з мобільних джерел та 2,8 відсотка викидів твердих частинок з мобільних джерел у США у 2000 році. Внесок судових дизельних двигунів може бути вищим залежно від порту. Дизель з наднизьким вмістом сірки (ULSD) є стандартом для визначення дизельного палива з істотно зниженим вмістом сірки .
У 2016 році ІМО прийняла нові правила щодо сірки, які повинні застосовуватися більшими суднами, починаючи з січня 2020 року.
З усіх загальносвітових викидів у повітря на судноплавство припадає 18-30 відсотків оксиду азоту та 9 % оксидів сірки . Сірка в повітрі створює кислотні дощі, які пошкоджують посіви та будівлі. Відомо, що при вдиханні сірка викликає проблеми з диханням і навіть збільшує ризик серцевого нападу . Міста в США, такі як Лонг-Біч, Лос-Анджелес, Х'юстон, Галвестон та Піттсбург, мають одні з найсильніших транспортних перевезень в країні, і місцеві чиновники намагаються очистити повітря. Збільшення товарообігу між США та Китаєм сприяє збільшенню кількості суден, що плавають у Тихому океані, та посилює багато екологічних проблем. Для підтримки рівня зростання, який переживає Китай, велика кількість зерна відвантажується до Китаю під навантаженням човна. Очікується, що кількість рейсів буде продовжувати збільшуватися.
Було досліджено майбутнє викидів з суден та повідомлено, що зростання викидів вуглекислого газу не змінюється в порівнянні з найбільш поширеними альтернативами, такими як дизель з наднизьким вмістом сірки (ULSD) або зріджений природний газ (LNG), а також зростання обсяг метану емісії за рахунок метану ковзання через СПГ ланцюжка поставок.

#### Локалізоване забруднення повітря

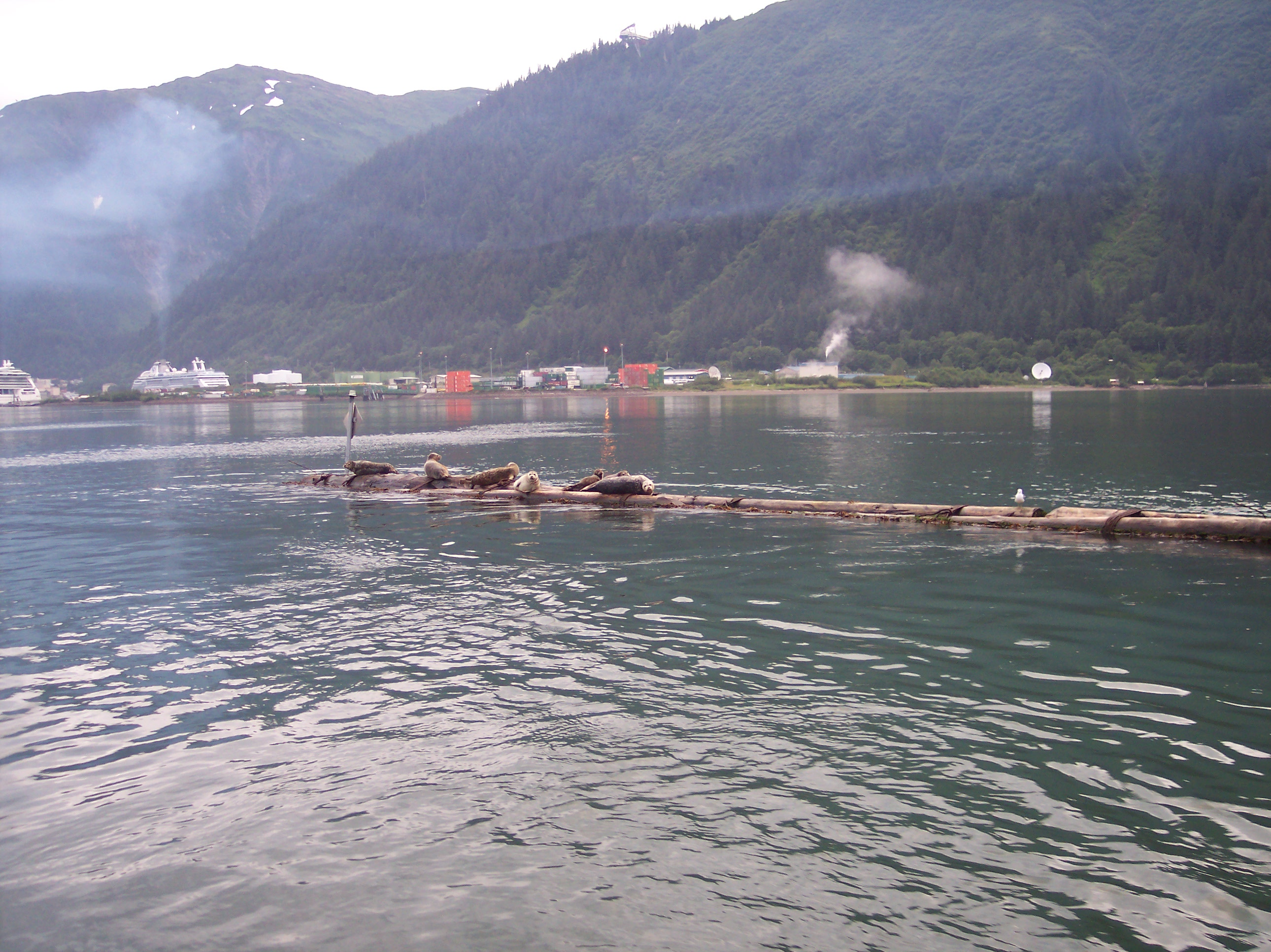
Туман круїзного судна над Джуно, Аляска

Великий внесок комерційних морських суден у регіональні проблеми якості повітря, коли судна пристають до порту. Наприклад, великі морські дизельні двигуни сприяють 7 відсоткам викидів оксидів азоту в Батон-Руж / Новий Орлеан . Судна також можуть мати значний вплив у районах без великих комерційних портів: вони становлять близько 37 відсотків від загальної кількості викидів оксиду азоту в районі Санта-Барбари, і цей відсоток збільшиться до 61 відсотка до 2015 року Щодо цього питання мало даних щодо круїзної галузі. Вони складають лише незначну частину світового флоту судноплавства, але викиди круїзних суден можуть мати значний вплив у місцевому масштабі в певних прибережних районах, які відвідують неодноразово. Судноспалювальні установки також спалюють великі обсяги сміття, пластмас та інших відходів, можуть викидати токсичні викиди.
Оскільки такі круїзні судна зараз використовують спостереження за системами відеоспостереження за димовими трубами, а також реєструють вимірювання за допомогою вимірювача непрозорості, тоді як деякі також використовують газові турбіни чистого горіння для електричних навантажень та руху в чутливих районах.

### Вплив вуглекислого газу
На морський транспорт припадає 3,5–4 % усіх викидів, пов'язаних із зміною клімату, насамперед вуглекислого газу.
Перше міжсесійне засідання Робочої групи ІМО з викидів парникових газів відбулося в Осло, Норвегія, 23–27 червня 2008 року. Було доручено розробити технічну базу для механізмів скорочення, які можуть стати частиною майбутнього режиму ІМО для контролю викидів парникових газів від міжнародних морських перевезень, та проект власне механізмів скорочення для подальшого розгляду Комітетом з охорони морського середовища ІМО. (MEPC). Деякі методи зменшення викидів у галузі включають зниження швидкості перевезення вантажів, а також зміни стандартів пального. У 2019 році міжнародні судноплавні організації, в тому числі Міжнародна палата судноплавства, запропонували створити фонд у розмірі 5 мільярдів доларів на підтримку досліджень та технологій, необхідних для скорочення викидів парникових газів.
Інший підхід до зменшення впливу викидів парникових газів від судноплавства було розпочато перевірочним агентством RightShip, яке розробило Інтернет-рейтинг викидів парникових газів як систематичний спосіб порівняння викидів CO 2 з суден з рівними судами подібного розміру та типу. На підставі Індексу проектування енергоефективності Міжнародної морської організації, який застосовується до суден, побудованих з 2013 року, рейтинг ПГ RightShip також може застосовуватися до суден, побудованих до 2013 року, що дозволяє ефективно порівнювати судна у всьому світовому флоті. Судна з вищою оцінкою можуть забезпечити значно менші викиди CO 2 протягом усієї тривалості рейсу, а значить, вони також використовують менше палива і дешевші в експлуатації.

## Розливи нафти
Найчастіше із забрудненням суден пов'язані розливи нафти, які мають руйнівні наслідки. Поліциклічні ароматичні вуглеводні (ПАУ), які є компонентами сирої нафти, дуже токсичні для морських мешканців, але їх дуже важко очищати, вони зберігаються роками в осадах та морському середовищі. Морські види, які постійно зазнають впливу ПАУ, можуть виявляти проблеми з розвитком, сприйнятливість до хвороб та ненормальні репродуктивні цикли. Одним з найбільш відомих розливів був інцидент Exxon Valdez на Алясці. Корабель сів на мілину і скинув величезну кількість нафти в океан у березні 1989 року. Незважаючи на зусилля вчених, менеджерів та волонтерів, було вбито понад 400 000 морських птахів, близько 1000 морських видр та величезна кількість риби.

## Стічні води
Круїзна індустрія скидає 255 000 сухих галонів США (970 м3) сірої води та 30 000 сухих галонів США (110 м3) чорної води в море щодня.
Чорна вода — це стічні води, з туалетів та медичних установ, які можуть містити шкідливі бактерії, патогени, віруси, кишкові паразити та шкідливі поживні речовини. Скидання нечищених або неадекватно очищених стічних вод може спричинити бактеріальне та вірусне забруднення рибного господарства, створюючи ризик для здоров'я населення. Такі поживні речовини у стічних водах, як азот та фосфор, сприяють надмірному цвітінню водоростей, яке споживає кисень у воді і може призвести до загибелі риби та знищення інших водних організмів.
Сіра вода — це стічна вода з раковин, душових кабін, камбузів, пральні та очищення на борту судна. Він може містити різноманітні забруднюючі речовини, включаючи фекальні коліформи, миючі засоби, олію та жир, метали, органічні сполуки, нафтові вуглеводні, поживні речовини, харчові відходи, медичні та стоматологічні відходи. Відбір зразків, проведений EPA та штатом Аляска, показав, що неочищена сіра вода з круїзних суден може містити рівні фекальних коліформних бактерій у кілька разів більші, ніж зазвичай в необроблених побутових стічних водах. Сіра вода може спричинити шкідливий вплив на навколишнє середовище через концентрацію поживних речовин та інших матеріалів, що потребують кисню, зокрема. Сіра вода, як правило, є найбільшим джерелом рідких відходів, що утворюються круїзними судами (від 90 до 95 відсотків від загальної кількості). Оцінка кількості сірої води коливається від 110 до 320 літрів на день на людину, або 330 000 до 960 000 літрів на день для круїзного судна на 3000 осіб.

## Тверді відходи
Тверді відходи, які утворюються на судні, включають скло, папір, картон, алюмінієві та сталеві банки та пластмаси. Він може мати небезпечний характер. Тверді відходи, що потрапляють в океан, можуть стати морським сміттям, а потім можуть становити загрозу для морських організмів, людей, прибережних спільнот та галузей, що використовують морські води. На борту спалюється до 75 відсотків твердих побутових відходів, а попіл, як правило, скидається в море, хоча частина виноситься на берег для утилізації або переробки. Морські ссавці, риби, морські черепахи та птахи можуть бути поранені або вбиті внаслідок переплутування пластмас та інших твердих відходів. На великих круїзних суднах, які перевозять кілька тисяч пасажирів, кількість відходів, що утворюються за день, може бути величезною. На великому круїзному судні під час однотижневого круїзу утворюється близько 8 тонн твердих побутових відходів. За підрахунками, 24 % твердих відходів, що утворюються суднами у всьому світі, надходять з круїзних суден. Коли сміття потрібно розвантажувати (наприклад, оскільки скло та алюміній неможливо спалювати), круїзні судна можуть створити навантаження на портові приймальні, що рідко буває достатнім для обслуговування великого пасажирського судна.

## Трюмна вода
На кораблі нафта часто витікає з машинного приміщення і змішується з водою в трюмі — найнижчій частині корпусу корабля. Хоча трюмну воду фільтрують і очищають перед скиданням, масло в навіть незначних концентраціях може вбити рибу або мати різні хронічні ефекти. Трюмна вода також може містити тверді відходи та забруднюючі речовини, що містять високий рівень кисневих матеріалів, нафти та інших хімічних речовин. Зазвичай велике круїзне судно буде виробляти в середньому 8 метричних тонн жирної трюмної води за кожні 24 години роботи. Для підтримання стійкості судна та усунення потенційно небезпечних умов від нафтових парів у цих районах трюмні приміщення потрібно промивати та періодично прокачувати насухо. Однак перед тим, як дренаж може бути очищений і вода скинена, накопичене масло має бути витягнуте з водосточної води, після чого видобуте масло може бути використане повторно, спалено та / або вивантажено в порту. За останні роки на низці круїзних ліній було порушено звинувачення у шкоді навколишньому середовищу.

## Міжнародне регулювання
Одними з основних міжнародних зусиль у формі договорів є Договір про забруднення моря, який займається регулюванням морського забруднення з суден, та Конвенція ООН з морського права, яка стосується морських видів та забруднення. Впродовж історії було запроваджено чимало місцевих та міжнародних норм, більшість чинних норм вважаються неадекватними. „Загалом, договори, як правило, підкреслюють технічні особливості заходів безпеки та контролю забруднення, не переходячи до основних причин нестандартного судноплавства, відсутності стимулів для дотримання та відсутності придатності до виконання заходів“. Найбільш поширені проблеми, з якими стикаються міжнародні перевезення, виникають через помилки в оформленні документів та відсутність належної інформації про ваші товари митними брокерами. Складність судноплавної торгівлі та труднощі, пов'язані з регулюванням бізнесу, всебічна та загальноприйнятна нормативна база щодо корпоративної відповідальності за зменшення викидів ПГ найближчим часом не буде досягнута. Насправді викиди продовжують збільшуватися. За цих обставин державам, судноплавству та глобальним організаціям необхідно вивчити та обговорити ринкові механізми зменшення викидів, що надходять із суден.

## Інформація за регіонами

### Європейський Союз
- Забруднення круїзних суден у Європі
- ЄС Скорочення викидів парникових газів із судноплавного сектору [Архівовано 4 листопада 2016 у Wayback Machine.]
- Форум ЄС зі сталого судноплавства (ESSF)[недоступне посилання з 01.11.2018]
- Проект ЄС-ІМО з енергоефективності. [Архівовано 29 листопада 2020 у Wayback Machine.] Чотирирічний проект спрямований на створення Центрів співпраці морських технологій у 5 регіонах: Африці, Азії, Карибському басейні, Латинській Америці та Тихому океані. [Архівовано 29 листопада 2020 у Wayback Machine.] Завдяки технічній допомозі та розбудові потенціалу центри сприятимуть впровадженню низьковуглецевих технологій та операцій на морському транспорті в менш розвинених країнах відповідного регіону. [Архівовано 29 листопада 2020 у Wayback Machine.] Це також сприятиме впровадженню міжнародно узгоджених правил та стандартів енергоефективності (EEDI та SEEMP). [Архівовано 29 листопада 2020 у Wayback Machine.]
- EEDI = Індекс проектування енергоефективності [Архівовано 4 листопада 2016 у Wayback Machine.]
- SEEMP = План управління енергоефективністю корабля [Архівовано 4 листопада 2016 у Wayback Machine.]
- MRV Моніторинг, звітування та перевірка викидів CO2 від великих суден, що використовують порти ЄС [Архівовано 4 листопада 2016 у Wayback Machine.]

### Об'єднане Королівство
- Закон про торговельне судноплавство 1995 року
- Закон 2006 року про торговельне судноплавство (забруднення)

### Сполучені Штати
Прогнозується, що транспортні перевезення до Сполучених Штатів та з них до 2020 року подвоїться». Однак багато судноплавних компаній та портових операторів у Північній Америці (Канада та США) прийняли Зелену морську екологічну програму з метою обмеження впливу на навколишнє середовище.
- Закон щодо запобігання забрудненню кораблів
- Американське бюро судноплавства
- Забруднення круїзних суден у США
- Національний план надзвичайних ситуацій щодо нафти та небезпечних речовин
- Закон про забруднення нафти 1990 року
- Регулювання забруднення кораблів у США